# Pallavolo Pinerolo 2023-2024
Questa voce raccoglie le informazioni riguardanti la Pallavolo Pinerolo nelle competizioni ufficiali della stagione 2023-2024.

## Stagione
Nella stagione 2023-24 la Pallavolo Pinerolo assume la denominazione sponsorizzata di Wash4green Pinerolo.
Partecipa per la seconda volta alla Serie A1; chiude la regular season di campionato al sesto posto in classifica, qualificandosi per i play-off scudetto, dove viene eliminata nei quarti di finale dalla Pro Victoria.
Grazie al sesto posto al termine del girone di andata del campionato, il Pinerolo si qualifica per la Coppa Italia, uscendo nei quarti di finale a seguito della sconfitta rimediata contro la Savino Del Bene.

## Organigramma societario
Area direttiva
- Presidente: Claudio Prina
- Vicepresidente: Costantino Rocco
- Direttore generale: Giovanni Fattori
- Direttore sportivo: Francesco Cicchiello
- Area amministrativa: Mauro Casalis
- Dirigente palasport: Costantino Rocco
- Responsabile rapporti federazione: Francesco Dattila
- Relation manager: Gabriella Tolosano

Area tecnica
- Allenatore: Michele Marchiaro
- Allenatore in seconda: Alberto Naddeo
- Responsabile settore giovanile: Divide Ippoliti, Federico Tosini
- Responsabile minivolley: Sergio D'Aversa

Area sanitaria
- Medico: Gino Barral

## Rosa
| N° | Nome                    | Ruolo | Data di nascita  | Nazionalità sportiva |
| -- | ----------------------- | ----- | ---------------- | -------------------- |
| 1  | Indre Sorokaite         | S     | 2 luglio 1988    | Italia               |
| 2  | Francesca Cosi          | C     | 27 marzo 2000    | Italia               |
| 3  | Carlotta Cambi          | P     | 28 maggio 1996   | Italia               |
| 4  | Giada Di Mario          | L     | 4 settembre 2004 | Italia               |
| 5  | Tessa Polder            | C     | 10 ottobre 1997  | Paesi Bassi          |
| 6  | Sofia D'Odorico         | S     | 6 gennaio 1997   | Italia               |
| 8  | Silvia Bussoli          | S     | 22 novembre 1993 | Italia               |
| 10 | Ilenia Moro             | L     | 5 febbraio 1999  | Italia               |
| 11 | Maja Storck             | O     | 8 ottobre 1998   | Svizzera             |
| 12 | Letizia Camera          | P     | 1º ottobre 1992  | Italia               |
| 13 | Anett Németh            | O     | 13 dicembre 1999 | Ungheria             |
| 15 | Chiara Mason            | S     | 11 luglio 2000   | Italia               |
| 18 | Yasmina Akrari          | C     | 31 agosto 1993   | Italia               |
| 19 | Adelina Budăi-Ungureanu | S     | 29 luglio 2000   | Romania              |

## Mercato
| Acquisti                               | Acquisti        | Acquisti              | Acquisti   |
| R.                                     | Nome            | da                    | Modalità   |
| -------------------------------------- | --------------- | --------------------- | ---------- |
| P                                      | Carlotta Cambi  | AGIL                  | definitivo |
| P                                      | Letizia Camera  | Pro Victoria          | definitivo |
| C                                      | Francesca Cosi  | Helvia Recina         | definitivo |
| S                                      | Sofia D'Odorico | Megavolley            | definitivo |
| L                                      | Giada Di Mario  | Assitec               | definitivo |
| O                                      | Anett Németh    | Potsdam               | definitivo |
| C                                      | Tessa Polder    | Wealth Planet Perugia | definitivo |
| O                                      | Indre Sorokaite | Savino Del Bene       | definitivo |
| O                                      | Maja Storck     | Chieri '76            | definitivo |
| Trasferimenti nel corso della stagione |                 |                       |            |
| S                                      | Chiara Mason    | Trentino              | definitivo |

| Cessioni                               | Cessioni          | Cessioni             | Cessioni   |
| R.                                     | Nome              | a                    | Modalità   |
| -------------------------------------- | ----------------- | -------------------- | ---------- |
| P                                      | Laura Bortoli     | Volano               | definitivo |
| S                                      | Federica Carletti | UYBA                 | definitivo |
| S                                      | Martyna Grajber   | Chemik Police        | definitivo |
| C                                      | Anna Gray         | Chieri '76           | definitivo |
| L                                      | Michelle Gueli    | Montecchio Maggiore  | definitivo |
| P                                      | Vittoria Prandi   | Pro Victoria         | definitivo |
| O                                      | Sofia Renieri     | Castelfranco         | definitivo |
| O                                      | Miao Yiwen        | Sichuan              | definitivo |
| O                                      | Valentina Zago    | Trentino             | definitivo |
| Trasferimenti nel corso della stagione |                   |                      |            |
| O                                      | Indre Sorokaite   | Jakarta Elektrik PLN | definitivo |

## Risultati

### Serie A1

#### Girone di andata
| 1ª giornata - 8 ottobre 2023 Palazzetto dello Sport, Villafranca Piemonte    | Pinerolo      | 2 - 3 | Cuneo Granda    | 17-25, 25-23, 25-17, 23-25, 13-15 |
| 2ª giornata - 15 ottobre 2023 PalaWanny, Firenze                             | Firenze       | 2 - 3 | Pinerolo        | 26-24, 26-24, 18-25, 16-25, 13-15 |
| 3ª giornata - 22 ottobre 2023 Palazzetto dello Sport, Villafranca Piemonte   | Pinerolo      | 1 - 3 | AGIL            | 17-25, 16-25, 28-26, 20-25        |
| 4ª giornata - 29 ottobre 2023 PalaCampanara, Pesaro                          | Megavolley    | 0 - 3 | Pinerolo        | 22-25, 18-25, 17-25               |
| 5ª giornata - 1º novembre 2023 Palazzetto dello Sport, Villafranca Piemonte  | Pinerolo      | 3 - 1 | UYBA            | 23-25, 25-17, 25-21, 25-19        |
| 6ª giornata - 4 novembre 2023 PalaMaddalene, Chieri                          | Chieri '76    | 3 - 0 | Pinerolo        | 25-20, 25-15, 25-21               |
| 7ª giornata - 12 novembre 2023 Palazzetto dello Sport, Villafranca Piemonte  | Pinerolo      | 3 - 0 | Roma Club       | 25-23, 25-21, 25-20               |
| 8ª giornata - 19 novembre 2023 Palalido, Milano                              | Pro Victoria  | 3 - 0 | Pinerolo        | 25-16, 25-19, 25-17               |
| 9ª giornata - 26 novembre 2023 Palazzetto dello Sport, Villafranca Piemonte  | Pinerolo      | 3 - 2 | Bergamo 1991    | 22-25, 26-24, 19-25, 26-24, 15-10 |
| 10ª giornata - 2 dicembre 2023 Palazzetto dello Sport, Villafranca Piemonte  | Pinerolo      | 0 - 3 | Savino Del Bene | 19-25, 29-31, 19-25               |
| 11ª giornata - 9 dicembre 2023 PalaRadi, Cremona                             | Casalmaggiore | 0 - 3 | Pinerolo        | 18-25, 23-25, 21-25               |
| 12ª giornata - 17 dicembre 2023 Palazzetto dello Sport, Villafranca Piemonte | Pinerolo      | 2 - 3 | Imoco           | 21-25 26-24 14-25 25-23 13-15     |
| 13ª giornata - 22 dicembre 2023 PalaTrento, Trentino                         | Trentino      | 2 - 3 | Pinerolo        | 25-17, 17-25, 24-26, 26-24, 20-22 |

#### Girone di ritorno
| 14ª giornata - 26 dicembre 2023 PalaCastagnaretta, Cuneo                     | Cuneo Granda    | 3 - 2 | Pinerolo      | 20-25, 25-13, 23-25, 25-22, 17-15 |
| 15ª giornata - 7 gennaio 2024 Palazzetto dello Sport, Villafranca Piemonte   | Pinerolo        | 1 - 3 | Firenze       | 22-25, 18-25, 26-24, 20-25        |
| 16ª giornata - 14 gennaio 2024 PalaTerdoppio, Novara                         | AGIL            | 3 - 1 | Pinerolo      | 26-24, 23-25, 25-22, 25-14        |
| 17ª giornata - 20 gennaio 2024 Palazzetto dello Sport, Villafranca Piemonte  | Pinerolo        | 3 - 1 | Megavolley    | 27-25, 21-25, 25-19, 32-30        |
| 18ª giornata - 28 gennaio 2024 PalaPiantanida, Busto Arsizio                 | UYBA            | 2 - 3 | Pinerolo      | 25-15, 25-22, 22-25, 27-29, 6-15  |
| 19ª giornata - 4 febbraio 2024 Palazzetto dello Sport, Villafranca Piemonte  | Pinerolo        | 3 - 1 | Chieri '76    | 25-21, 29-27, 20-25, 25-20        |
| 20ª giornata - 11 febbraio 2024 Palazzetto dello Sport, Roma                 | Roma Club       | 3 - 2 | Pinerolo      | 25-23, 19-25, 19-25, 25-21, 15-9  |
| 21ª giornata - 25 febbraio 2024 Palazzetto dello Sport, Villafranca Piemonte | Pinerolo        | 2 - 3 | Pro Victoria  | 25-23, 18-25, 25-22, 19-25, 10-15 |
| 22ª giornata - 2 marzo 2024 PalaFacchetti, Treviglio                         | Bergamo 1991    | 1 - 3 | Pinerolo      | 20-25, 25-11, 18-25, 24-26        |
| 23ª giornata - 6 marzo 2024 PalaWanny, Firenze                               | Savino Del Bene | 3 - 0 | Pinerolo      | 25-19, 25-16, 25-13               |
| 24ª giornata - 10 marzo 2024 Palazzetto dello Sport, Villafranca Piemonte    | Pinerolo        | 1 - 3 | Casalmaggiore | 15-25, 25-15, 14-25, 19-25        |
| 25ª giornata - 16 marzo 2024 PalaVerde, Villorba                             | Imoco           | 3 - 0 | Pinerolo      | 25-19, 25-18, 25-21               |
| 26ª giornata - 24 marzo 2024 Palazzetto dello Sport, Villafranca Piemonte    | Pinerolo        | 3 - 0 | Trentino      | 25-14, 26-24, 25-19               |

#### Play-off scudetto
| Quarti di finale (gara 1) - 27 marzo 2024 PalaLido, Milano                             | Pro Victoria | 3 - 2 | Pinerolo     | 25-20, 23-25, 23-25, 25-21, 15-13 |
| Quarti di finale (gara 2) - 31 marzo 2024 Palazzetto dello Sport, Villafranca Piemonte | Pinerolo     | 1 - 3 | Pro Victoria | 13-25, 25-22, 16-25, 21-25        |

### Coppa Italia
| Quarti di finale - 24 gennaio 2024 PalaWanny, Firenze | Savino Del Bene | 3 - 1 | Pinerolo | 25-20, 21-25, 25-17, 25-17 |

## Statistiche

### Statistiche di squadra
| Competizione | Punti | In casa | In casa | In casa | In trasferta | In trasferta | In trasferta | Totale | Totale | Totale |
| Competizione | Punti | G       | V       | P       | G            | V            | P            | G      | V      | P      |
| ------------ | ----- | ------- | ------- | ------- | ------------ | ------------ | ------------ | ------ | ------ | ------ |
| Serie A1     | 37    | 14      | 6       | 8       | 14           | 6            | 8            | 28     | 12     | 16     |
| Coppa Italia | -     | 0       | 0       | 0       | 1            | 0            | 1            | 1      | 0      | 1      |
| Totale       | -     | 14      | 6       | 8       | 15           | 6            | 9            | 28     | 12     | 17     |

G = partite giocate; V = partite vinte; P = partite perse

### Statistiche dei giocatori
| Giocatore          | Serie A1 | Serie A1 | Serie A1 | Serie A1 | Serie A1 | Coppa Italia | Coppa Italia | Coppa Italia | Coppa Italia | Coppa Italia | Totale | Totale | Totale | Totale | Totale |
| Giocatore          | P        | PT       | AV       | MV       | BV       | P            | PT           | AV           | MV           | BV           | P      | PT     | AV     | MV     | BV     |
| ------------------ | -------- | -------- | -------- | -------- | -------- | ------------ | ------------ | ------------ | ------------ | ------------ | ------ | ------ | ------ | ------ | ------ |
| Y. Akrari          | 28       | 301      | 219      | 62       | 20       | 1            | 6            | 5            | 1            | 0            | 29     | 307    | 224    | 63     | 20     |
| A. Budăi-Ungureanu | 18       | 267      | 213      | 25       | 29       | 1            | 18           | 12           | 2            | 4            | 19     | 285    | 225    | 27     | 33     |
| S. Bussoli         | 11       | 3        | 2        | 1        | 0        | -            | -            | -            | -            | -            | 11     | 3      | 2      | 1      | 0      |
| C. Cambi           | 28       | 108      | 71       | 27       | 10       | 1            | 3            | 3            | 0            | 0            | 29     | 111    | 74     | 27     | 10     |
| L. Camera          | 18       | 0        | 0        | 0        | 0        | -            | -            | -            | -            | -            | 18     | 0      | 0      | 0      | 0      |
| F. Cosi            | 21       | 18       | 12       | 3        | 3        | 0            | 0            | 0            | 0            | 0            | 21     | 18     | 12     | 3      | 3      |
| S. D'Odorico       | 1        | 1        | 1        | 0        | 0        | -            | -            | -            | -            | -            | 1      | 1      | 1      | 0      | 0      |
| G. Di Mario        | 15       | 1        | 0        | 0        | 1        | 1            | 0            | 0            | 0            | 0            | 16     | 1      | 0      | 0      | 1      |
| C. Mason           | 12       | 98       | 86       | 8        | 4        | 1            | 0            | 0            | 0            | 0            | 13     | 98     | 86     | 8      | 4      |
| I. Moro            | 27       | 0        | 0        | 0        | 0        | 1            | 0            | 0            | 0            | 0            | 28     | 0      | 0      | 0      | 0      |
| A. Németh          | 27       | 254      | 216      | 22       | 16       | 1            | 1            | 1            | 0            | 0            | 28     | 255    | 217    | 22     | 16     |
| T. Polder          | 28       | 209      | 144      | 55       | 10       | 1            | 9            | 7            | 2            | 0            | 29     | 218    | 151    | 57     | 10     |
| I. Sorokaite       | 28       | 298      | 253      | 15       | 30       | 1            | 12           | 10           | 1            | 1            | 29     | 310    | 263    | 16     | 31     |
| M. Storck          | 28       | 264      | 236      | 13       | 15       | 1            | 15           | 15           | 0            | 0            | 29     | 279    | 251    | 13     | 15     |

P = presenze; PT = punti totali; AV = attacchi vincenti; MV = muri vincenti; BV = battute vincenti